# 博士（法学）
博士（法学）（はくし ほうがく）（S.J.D.）は、法学に関する専攻分野を修めることによって、日本で授与されている博士の学位である。学位制度に違いがあるものの、英語圏における、Ph.D.（Doctor of Philosophy）の一部とLL.D.（Doctor of Laws）、S.J.D.に相当する。

## 概要
学位の種類を規定していた学位規則（1953年文部省令）に基づき、1991年（平成3年）まで授与されていた法学博士（ほうがくはくし）は、現在の「博士（法学）」とほぼ同じものである。
なお、研究業績を学位請求論文として提出し、審査を経て授与される「博士（法学）」と、法科大学院修了者に授与される法務博士（専門職）は、いずれも法および博士の字を含む点で名称が類似しているが、研究に対して授与される学位と、履修に対して授与される専門職学位という違いがあり、その内容と評価は全く異質のものである。

## 沿革
戦前の日本においては、1887年（明治20年）制定の学位令（勅令）により、文部大臣より授与される5種類の博士のうちの1つとして「法学博士」が規定された。
日本初の法学博士の学位受領者は、箕作麟祥・田尻稲次郎・菊池武夫・穂積陳重・鳩山和夫の5名である（1888年5月7日）。また、帝国大学・官立大学以外の出身者で初めて法学博士号を授与されたのは、花井卓蔵である（1909年）。
なお、1920年（大正9年）の学位令改正で経済学博士、経営学博士、商学博士、政治学博士が加えられるまでは、法学博士が社会科学系の学問における唯一の博士学位であったため、法学博士の対象となる業績には、法学以外の社会科学分野も含まれていた。上記5名中、田尻稲次郎の専門は財政学であり、他にも法学博士を授与された著名な経済学者として、福田徳三（1905年授与）や河上肇 （1913年授与）などがいる。